# Deilephila elpenor
Deilephila elpenor (cunoscută și ca sfinxul elefant), este o molie de dimensiuni mari din familia Sphingidae.

## Răspândire
Specia poate fi întâlnită de-a lungul Marii Britanii și Irlandei, în Europa, Rusia, China, în părțile nordice ale subcontinentului Indian, Japonia și Coreea (fără Taiwan). Specimene introduse au fost găsite în Columbia Britanică. În majoritatea cazurilor, adulții sunt observați între lunile mai și iulie, iar omizile din iulie până în septembrie, când se transformă în pupă. Totuși, în unele părți din Mediterana și China, adulții pot fi văzuți încă din aprilie.

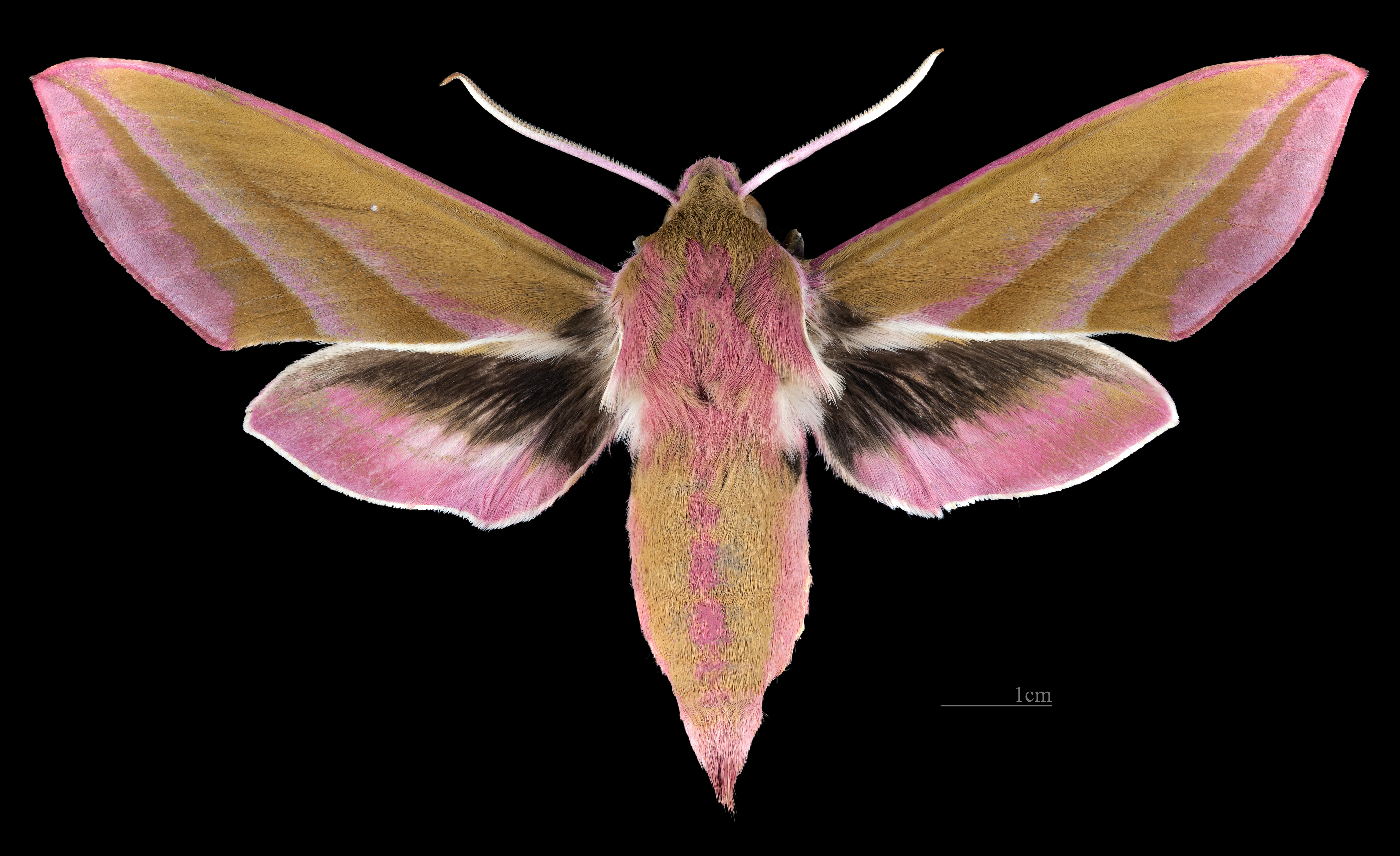
♂
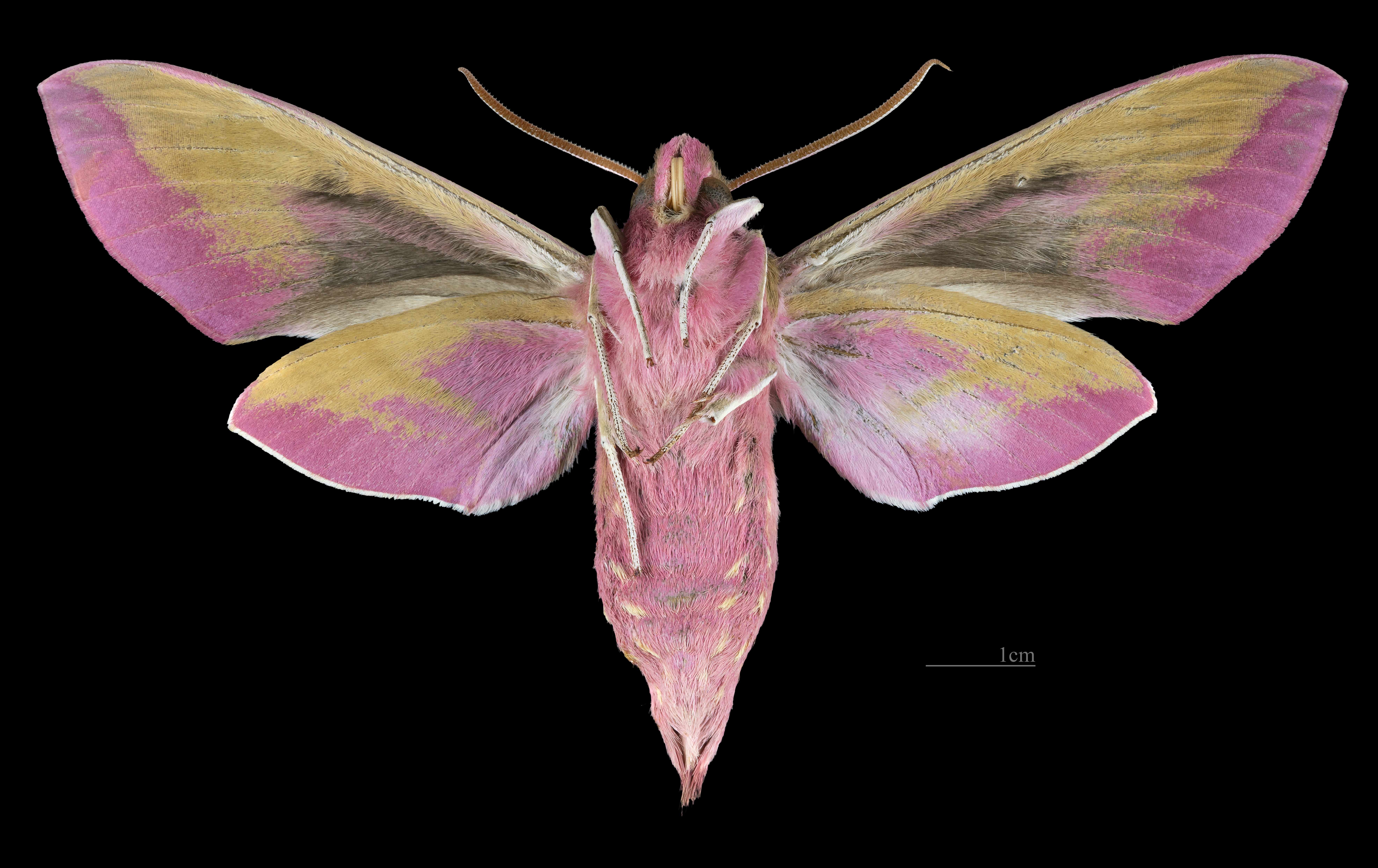
♂ △
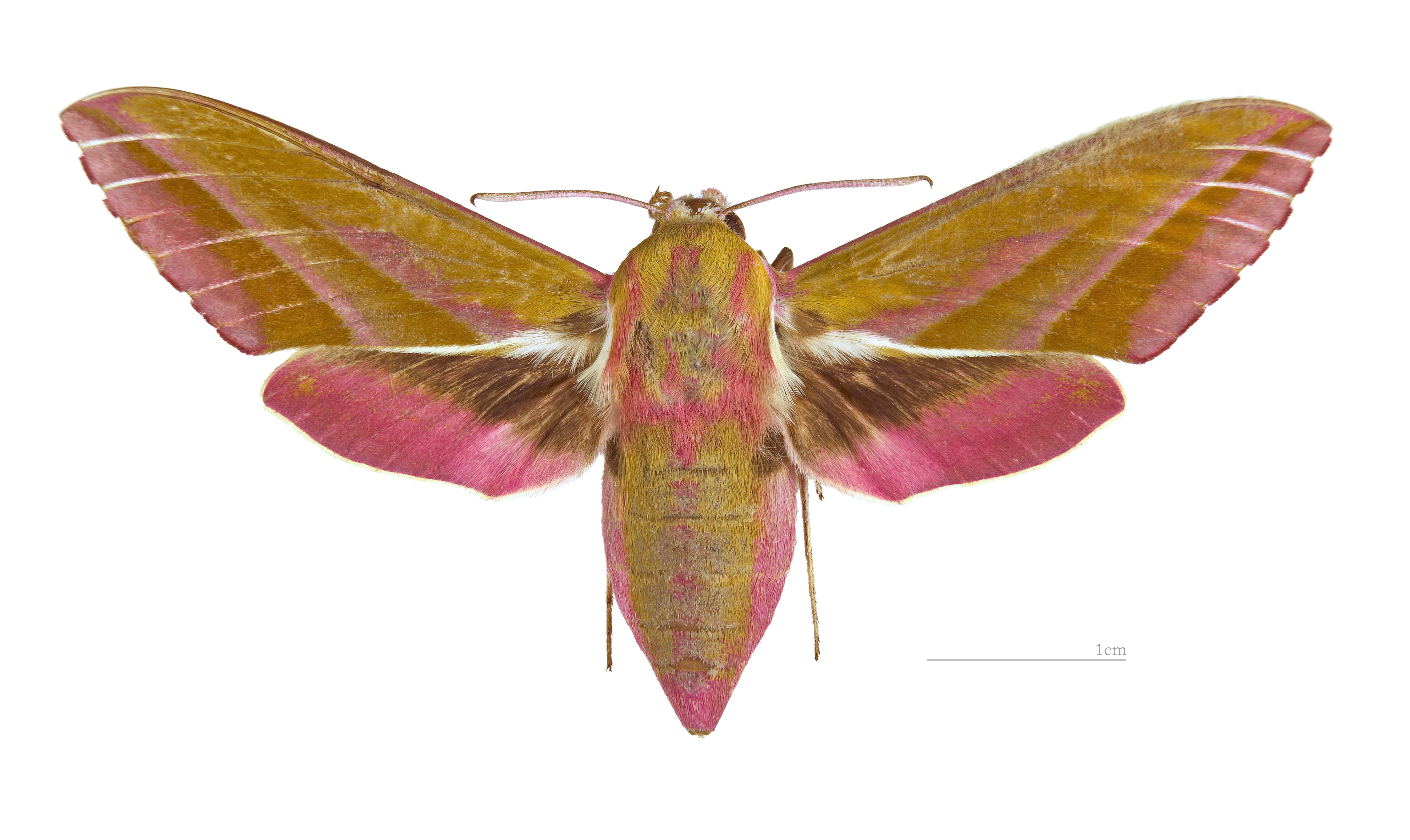
♀
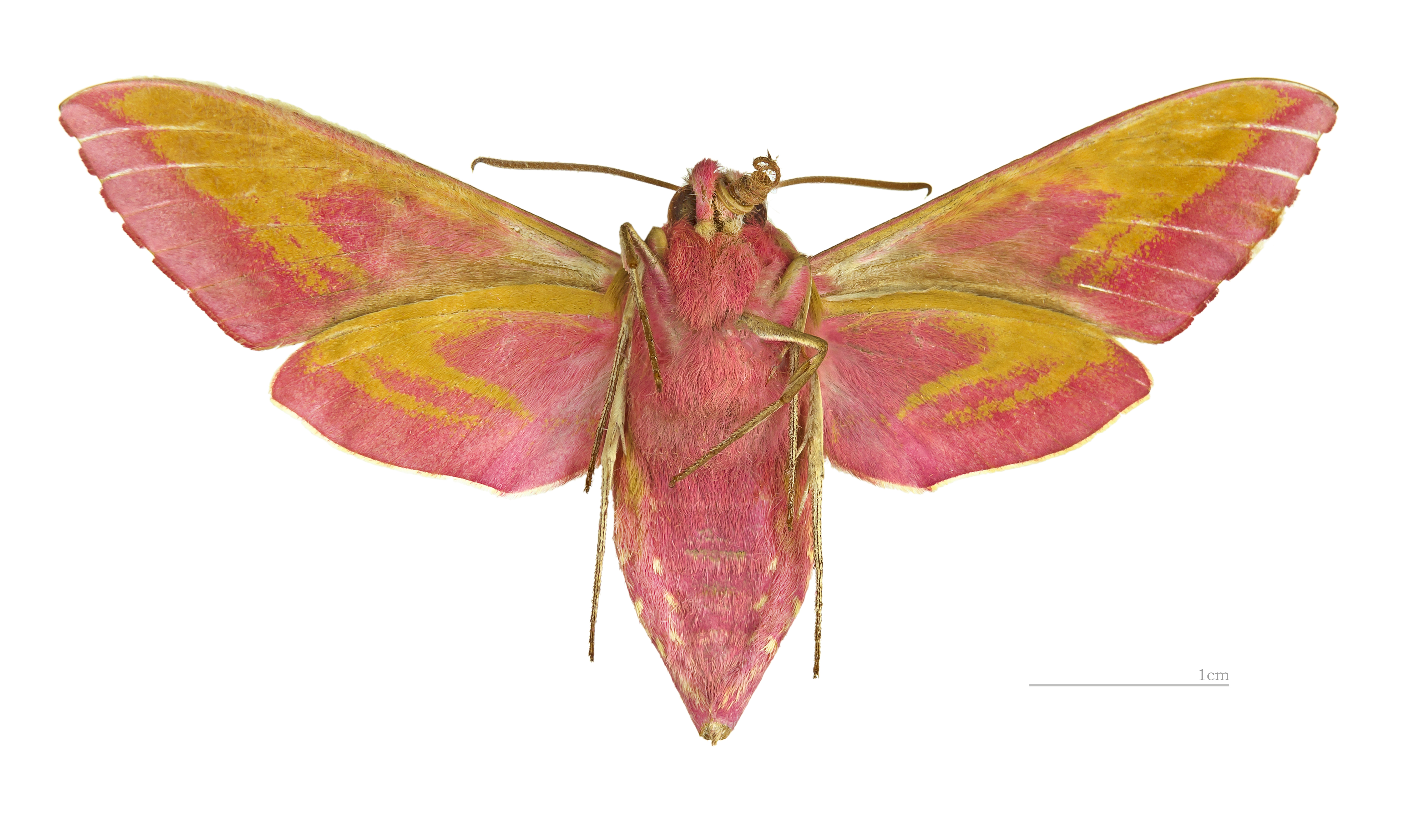
♀ △